# ۷۷۷ (خورشیدی)
۷۷۷ هفتصد و هفتاد و هفتمین سال هجری خورشیدی است.